# Операція «Кугельбліц»
Операція «Кугельбліц» (нім. Kugelblitz — Куляста блискавка) або Шостий антипартизанський наступ в Югославії — операція німецьких і італійських військ проти югославських партизанів у східній Боснії.
Операцію було проведено у грудні 1943 року 5-м гірським корпусом СС. Однак німецьким військам довелося прочісувати занадто велику територію і основній частині партизанів вдалося вислизнути з їхнього кільця. У ході операції партизани втратили близько 9000 чоловік.